# 361712 Liuhui
361712 Liuhui este o planetă minoră (asteroid) din centura de asteroizi. A fost descoperită pe 5 noiembrie 2007 la Xuyi County⁠(d) de . 
Obiectul prezintă o orbită caracterizată de o semiaxă mare de 2,6816396618656 UAi, o excentricitate de 0,22824458095139, o înclinație de 12,562575875098 ° în raport cu ecliptica.